# Scusa, mi piace tuo padre
Scusa, mi piace tuo padre (The Oranges) è un film del 2011 diretto da Julian Farino con Hugh Laurie, Leighton Meester, Adam Brody, Catherine Keener e Oliver Platt.

## Trama
Nello stato del New Jersey si trova il piccolo sobborgo West Orange, un posto molto tranquillo: qui due famiglie vivono una di fronte all'altra, quella dei Walling e quella degli Ostroff. Le due famiglie vanno molto  d'accordo e vivono in armonia. 
Vi è un'unica cosa che non va: Nina Ostroff, figlia di Terry e Cathy, che vive fuori casa da quando ha raggiunto la maggiore età, dopo una delusione amorosa decide di tornare a casa, dopo cinque anni di assenza, per il giorno del ringraziamento. 
Nina ha un rapporto conflittuale sia con i suoi genitori sia con Vanessa, figlia dei Walling, poiché, le due ragazze erano state migliore amiche per tutta l'infanzia ma durante l’adolescenza Nina scaricò Vanessa per altre ragazze.
Dopo la cena del ringraziamento, che vede di nuovo riunite le famiglie Walling e Ostroff, David va nella sua "tana" (la casetta in piscina) vicino a casa, e Nina decide di andare con lui: qui i due, mentre guardano una partita di basket e bevono birra, improvvisamente si baciano.
Così, mentre si avvicina il Natale, Nina comincia una relazione con David, riuscendo inizialmente a nascondere la cosa ai genitori e alla famiglia di David, finché Cathy, la madre della ragazza, una mattina la segue in macchina e scopre la loro storia.
La donna rivela subito tutto a suo marito, Terry Ostroff, e a Paige, moglie di David, la quale non se la sente di stare a casa con lui e decide di trasferirsi in un bed & breakfast.
I giorni passano tra alti e bassi e tutto ciò provoca soltanto problemi in entrambe le famiglie, così Nina decide di interrompere la relazione con David e di partire per l'Europa. L'ultima notizia che abbiamo di lei è che ha trovato lavoro in un ristorante a Roma.
Anche nello sciatto West Orange ritorna quasi tutto alla normalità, e David e Terry ricominciano a fare la loro corsa mattutina insieme, come ai vecchi tempi.

## Produzione
Le riprese si sono svolte nel corso del 2010 a New York.

## Distribuzione
Il film è stato presentato al Toronto Film Festival 2011 ed è uscito in Italia il 6 dicembre 2012 distribuito da M2 Pictures Il primo trailer è stato diffuso online il 25 luglio 2012. Il 12 settembre 2012 è stato invece pubblicato il trailer vietato, nel quale si vedono il maturo Hugh Laurie e la giovane Leighton Meester intraprendere la loro relazione.

## Curiosità
Hugh Laurie e Leighton Meester avevano già recitato insieme in Dr. House - Medical Division (episodi 3x03-3x04). Anche nella serie televisiva l'attrice interpretava una ragazza sentimentalmente interessata al personaggio di Hugh Laurie.